# CADPS

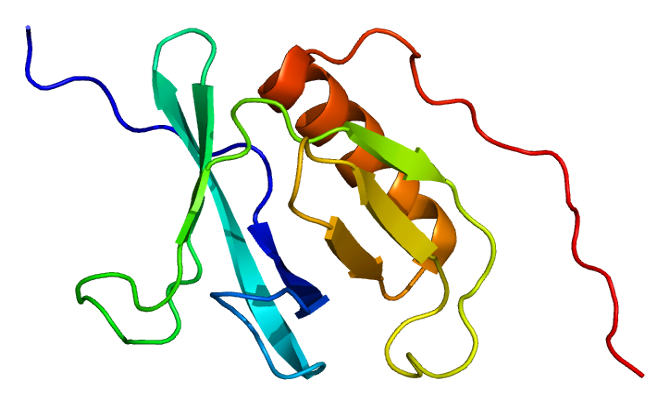
Estructura de la proteína CADPS.

El activador de secreción dependiente de calcio 1 es una proteína que en los humanos está codificada por el gen CADPS .
CADPS codifica una nueva proteína neuroendócrina específica de la membrana citosólica y periférica requerida para la exocitosis regulada por Ca+2 de las vesículas secretoras. CADPS actúa en una etapa de exocitosis que sigue al cebado dependiente de ATP, que implica la síntesis esencial de fosfatidilinositol 4,5-bifosfato (PtdIns (4,5)P2). Se ha observado un empalme alternativo en este locus y se describen tres variantes, que codifican isoformas distintas.